# (11719) Hicklen
(11719) Hicklen (1998 HT98) – planetoida z pasa głównego asteroid okrążająca Słońce w ciągu 4,62 lat w średniej odległości 2,77 j.a. Odkryta 21 kwietnia 1998 roku.